# 鳥類學
鳥類學（英語：Ornithology，源自希臘文ορνισ與λόγος，意指「鳥類知識」）是動物學中一個研究鳥類的分支學門。
人類很早就對鳥類感到興趣，在石器時代壁畫上已可見一些關於鳥類的描繪。此外，鳥類可能也是早期人類的食物之一，在一些考古挖掘中，已發現了大約80個鳥類物種遺骸。在早期古文明中，也有一些關於鳥類的研究。例如古希臘的亞里斯多德曾在其著作Historia Animalium中，記載一些關於鳥類遷徙或其他行為的紀錄。
到了17世紀與18世紀，才出現系統性的鳥類分類方法。早期的研究者多是法國人。19世紀之後，鳥類研究更加科學化，到了20世紀，關於鳥類的研究逐漸擴展到了動物行為學等領域。分子生物學出現之後，則開始有許多以分子演化為基礎所進行的分類。

## 外部連結
- Ornithologie （页面存档备份，存于） (1773-1792) Francois Nicholas Martinet Digital Edition Smithsonian Digital Libraries
- List of oldest ornithological organisations in the world （页面存档备份，存于）
- History of ornithology in North America
- History of ornithology in China （页面存档备份，存于）
- Hill ornithology collections （页面存档备份，存于）
- History of ornithology (in Italian) （页面存档备份，存于）